# 统和
统和（983年六月—1012年閏十月）是辽圣宗耶律隆绪的第一個年号。辽朝使用该年号共30年，当中有27年是太后萧绰統治的时期。
高丽自994年起用此年号。

## 改元
- 乾亨五年——六月十日，改元統和。[3]
- 統和三十年——十一月一日，改元開泰。[4]

## 纪年對照表
| 统和 | 元年   | 2年    | 3年    | 4年    | 5年    | 6年    | 7年    | 8年    | 9年    | 10年   |
| ---- | ------ | ------ | ------ | ------ | ------ | ------ | ------ | ------ | ------ | ------ |
| 公元 | 983年  | 984年  | 985年  | 986年  | 987年  | 988年  | 989年  | 990年  | 991年  | 992年  |
| 干支 | 癸未   | 甲申   | 乙酉   | 丙戌   | 丁亥   | 戊子   | 己丑   | 庚寅   | 辛卯   | 壬辰   |
| 统和 | 11年   | 12年   | 13年   | 14年   | 15年   | 16年   | 17年   | 18年   | 19年   | 20年   |
| 公元 | 993年  | 994年  | 995年  | 996年  | 997年  | 998年  | 999年  | 1000年 | 1001年 | 1002年 |
| 干支 | 癸巳   | 甲午   | 乙未   | 丙申   | 丁酉   | 戊戌   | 己亥   | 庚子   | 辛丑   | 壬寅   |
| 统和 | 21年   | 22年   | 23年   | 24年   | 25年   | 26年   | 27年   | 28年   | 29年   | 30年   |
| 公元 | 1003年 | 1004年 | 1005年 | 1006年 | 1007年 | 1008年 | 1009年 | 1010年 | 1011年 | 1012年 |
| 干支 | 癸卯   | 甲辰   | 乙巳   | 丙午   | 丁未   | 戊申   | 己酉   | 庚戌   | 辛亥   | 壬子   |

## 同期存在的其他政权年号
- 中國
  - 太平興國（976年－984年）：宋—宋太宗趙匡義之年號
  - 雍熙（984年－987年）：宋—宋太宗趙匡義之年號
  - 端拱（988年－989年）：宋—宋太宗趙匡義之年號
  - 淳化（990年－994年）：宋—宋太宗趙匡義之年號
  - 至道（995年－997年）：宋—宋太宗趙匡義、宋真宗趙恒之年號
  - 咸平（998年－1003年）：宋—宋真宗趙恒之年號
  - 景德（1004年－1007年）：宋—宋真宗趙恒之年號
  - 大中祥符（1008年－1016年）：宋—宋真宗趙恒之年號
  - 应运（994年）：宋時期—李順之年號
  - 化順（1000年）：宋時期—王均之年號
  - 明政（969年－985年）：大理—段素順之年號
  - 廣明（986年－988年）：大理—段素英之年號
  - 明聖（989年－991年）：大理—段素英之年號
  - 明統（992年－996年）：大理—段素英之年號
  - 明治（997年－1005年）：大理—段素英之年號
  - 明應（1006年－1009年）：大理—段素英之年號
  - 明啟（1010年－1022年）：大理—段素廉之年號
  - 中興（978年－985年）：于闐—尉遲達磨之年號
  - 天興（986年－999年）：于闐—尉遲僧伽羅摩之年號
  - 天壽（999年－1001年或1005年）：于闐之年號
- 越南
  - 天福（980年－988年）：前黎朝—黎桓年号
  - 兴统（989年－993年）：前黎朝—黎桓之年號
  - 應天（994年－1007年）：前黎朝—黎桓、黎龍鉞、黎龍鋌之年號
  - 景瑞（1008年－1010年）：前黎朝—黎龍鋌之年號
  - 順天（1010年－1028年）：李朝—李公蘊之年號
- 日本
  - 永觀（983年－985年）：圓融天皇之年号
  - 寬和（985年－987年）：花山天皇與一條天皇之年号
  - 永延（987年－989年）：一條天皇之年号
  - 永祚（989年－990年）：一條天皇之年号
  - 正曆（990年－995年）：一條天皇之年号
  - 長德（995年－999年）：一條天皇之年号
  - 長保（999年－1004年）：一條天皇之年号
  - 寬弘（1004年－1013年）：一條天皇与三條天皇之年号

## 参見
- 中國年號索引

## 深入閱讀
- 李崇智. . 北京: 中華書局. 2004年12月. ISBN 7101025129.
- 鄧洪波. . 臺北: 國立臺灣大學東亞經典與文化研究計劃. 2005年3月  [2021-11-27]. ISBN 9789860005189. （原始内容 (pdf)存档于2007-08-25）.
- 徐红岚. . 瀋陽: 辽宁教育出版社. 1998年5月. ISBN 7538246193.

| 前一年號： 乾亨 | 辽朝年号 | 下一年號： 開泰 |